# Alzines de Mambré
En el Gènesi, capítol divuit, les Alzines de Mambré és el lloc on tres figures d'homes es presentaren davant d'Abraham i anunciaren a Sara que seria mare tenint noranta anys.
També és on Déu anuncià que destruiria Sodoma i Gomorra i Abraham inicià una discussió amb Déu per salvar els justos de les ciutats.